# Psychotria storckii
Psychotria storckii är en måreväxtart som beskrevs av Berthold Carl Seemann. Psychotria storckii ingår i släktet Psychotria och familjen måreväxter. Inga underarter finns listade i Catalogue of Life.